# Metacervoceros
Il metacervocero (gen. Metacervoceros) è un genere di mammiferi artiodattili estinto, appartenente ai cervidi. Visse tra il Pliocene superiore e il Pleistocene inferiore (circa 2 - 1,5 milioni di anni fa) e i suoi resti fossili sono stati ritrovati in numerose zone d'Europa.

## Descrizione
Questo animale era un cervide di dimensioni relativamente piccole, simili a quelle di un daino. L'altezza al garrese si aggirava intorno al metro e non doveva superare i 70 chilogrammi di peso. La scatola cranica era allungata, mentre il muso era breve. Le corna erano piuttosto semplici, vagamente simili a quelle dei cervi primitivi del Miocene, anche se di dimensioni maggiori: i palchi erano sottili, allungati posteriormente e dotati di tre punte. 

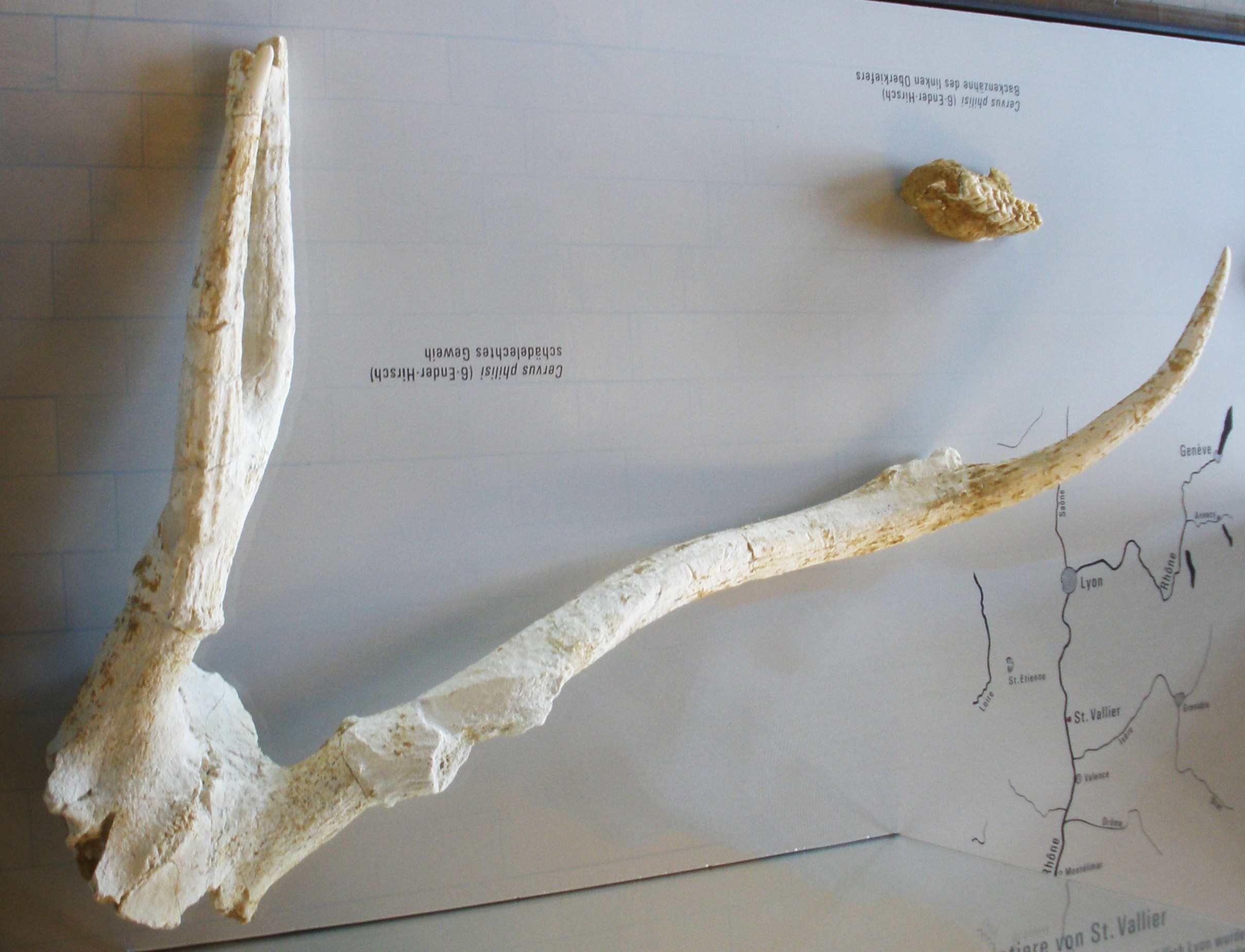
Palchi di Metacervoceros rhenanus, precedentemente ascritti a "Cervus" philisi

## Classificazione
Metacervoceros è noto per numerosi resti fossili ritrovati in numerose zone d'Europa (principalmente in Francia), che in passato sono stati spesso attribuiti ad alcune specie estinte del genere Cervus ("Cervus" philisi, "Cervus" rhenanus). L'istituzione del genere Metacervoceros è avvenuta grazie a Dietrich nel 1938, che riconobbe come specie tipo M. pardinensis. Attualmente si considerano valide le specie M. pardinensis e M. rhenanus, distinte sulla base di alcune caratteristiche dei palchi. Metacervoceros è considerato un cervo piuttosto evoluto, ma ancora provvisto di palchi relativamente semplici in confronto ai contemporanei Eucladoceros e ai primi rappresentanti della linea evolutiva che condurrà in seguito ai cervi giganti del genere Megaloceros. Un genere assai simile (e spesso confuso con Metacervoceros) è Pseudodama.

## Paleobiologia

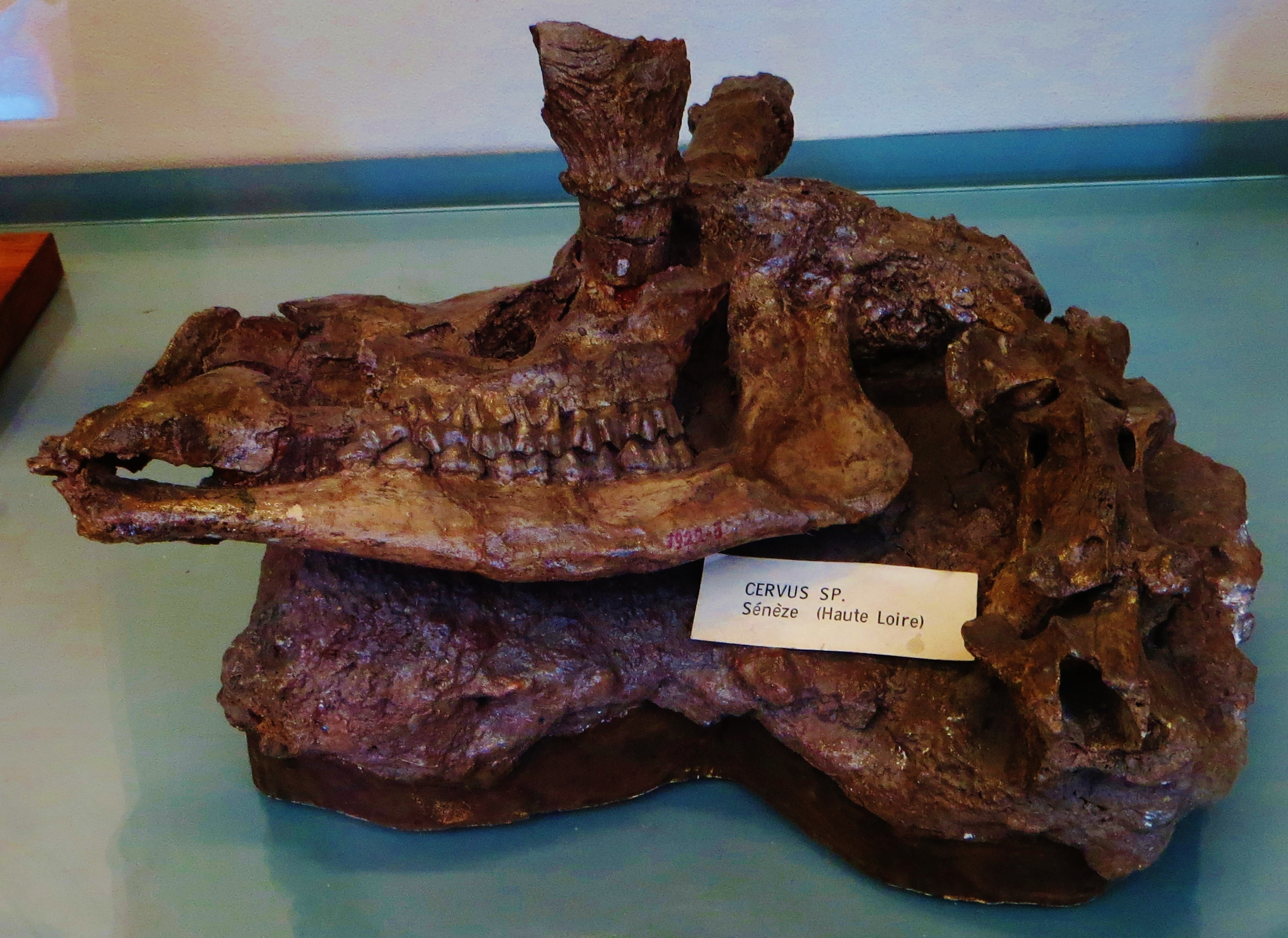
Cranio e mandibola di Metacervoceros rhenanus proveniente da Seneze, Francia

Metacervoceros era un cervide piuttosto diffuso nelle foreste del Villafranchiano in tutta Europa; i suoi resti fossili sono spesso ritrovati insieme a quelli di un altro cervide di dimensioni maggiori, Eucladoceros. Evidentemente i due animali non erano in competizione fra loro nella stessa nicchia ecologica. I fossili di Metacervoceros, tuttavia, sono più rari rispetto a quelli del cervide più grande. Si suppone che Metacervoceros fosse più adattato a vivere nelle foreste rispetto a Eucladoceros a causa di alcune caratteristiche, come la taglia ridotta, i palchi semplici a tre punte e la fossa antorbitale molto sviluppata. Il grado di usura dei denti suggerisce che durante la stagione invernale Metacervoceros si cibasse di piante dure notevolmente abrasive, come l'erba secca (Kaiser e Croitor, 2004).

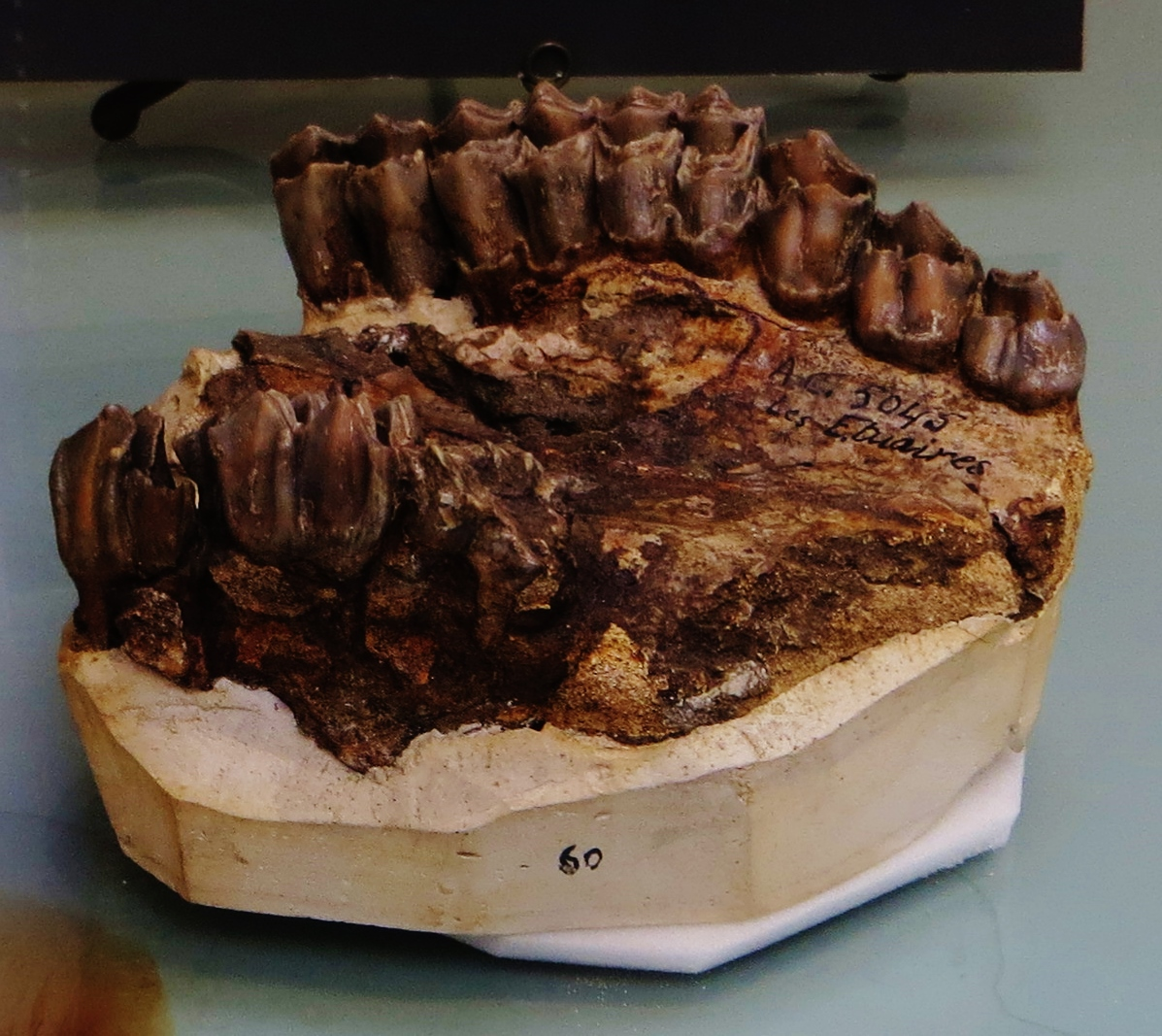
Mascella di Metacervoceros pardinensis